# Xestocephalus balli
Xestocephalus balli är en insektsart som beskrevs av Van Duzee 1907. Xestocephalus balli ingår i släktet Xestocephalus och familjen dvärgstritar. Inga underarter finns listade i Catalogue of Life.